# Pritam
Pritam, pseudonimo di Pritam Chakraborty (Calcutta, 14 giugno 1971), è un compositore e musicista indiano.

## Colonne sonore cinematografiche
Lista parziale:

- Tere Liye (2001)
- Mere Yaar Ki Shaadi Hai (2002)
- Stumped (2003)
- Fun2shh... Dudes in the 10th Century (2003)
- Dhoom (2004)
- Fight Club - Members Only (2006)
- Gangster (2006)
- Dhoom:2 (2006)
- Just Married: Marriage Was Only the Beginning! (2007)
- Life in a... Metro (2007)
- Amore vagabondo (2007)
- L'amore arriva in treno (2007)
- Bhool Bhulaiyaa (2007)
- Un truffatore in famiglia (2008)
- My Name is Anthony Gonsalves (2008)
- Jannat (2008)
- Singh Is Kinng (2008)
- Ek: The Power of One (2009)
- New York (2009)
- L'amore ieri e oggi (2009)
- Ajab Prem Ki Ghazab Kahani (2009)
- Khatta Meetha (2010)
- Once Upon a Time in Mumbaai (2010)
- Crook (2010)
- Golmaal 3 (2010)
- Dum Maaro Dum (2011)
- Ready (2011)
- Bodyguard (2011)
- Cocktail (2012)
- Barfi! (2012)
- Rush (2012)
- Yeh Jawaani Hai Deewani (2013)
- Dhoom 3 (2013)
- Yaariyan (2014)
- Bajrangi Bhaijaan (2015)
- Dilwale (2015)
- Ae Dil Hai Mushkil (2016)
- Dangal (2016)
- Jagga Jasoos (2017)
- Jab Harry Met Sejal (2017)
- Kalank (2019)
- Rocky aur Rānī kī prem kahānī (2023)

## Premi
Lista parziale:
- Apsara Film Producers Guild Awards
  - 2008: "Best Music Director"
  - 2010: "Best Music Director"
  - 2013: "Best Music Director"
  - 2014: "Best Music Director"
- Annual Central European Bollywood Awards
  - 2010: "Best Music"
- Asia Pacific Screen Awards
  - 2012: "Best Music"
- Asian Film Awards
  - 2013: "Best Composer"
- International Indian Film Academy Awards
  - 2010: "Best Music Director (Popular Award)"
  - 2013: "Best Music Director (Popular Award)"
  - 2017: "Best Music Director (Popular Award)"
  - 2019: "IIFA BIG 20 Award for Best Music Director (Special Award)"
- Filmfare Awards
  - 2013: "Best Music Director", "Best Background Score"
  - 2017: "Best Music Director"
  - 2018: "Best Music Album", "Best Background Score"
- Global Indian Music Awards
  - 2014: "Best Music Director"
  - 2016: "Best Film Song"
- Mirchi Music Awards
  - 2010: "Album of the Year (Listeners' Choice Award)"
  - 2011: "Best Album (Listeners' Choice Award)"
  - 2017: "Best Music Director (Critics' Award)", "Album of the Year (Critics' Award)", "Best Song (Critics' Award)", "Album of the Year (Listeners' Choice Award)"
  - 2018: "Best Song (Critics' Award)", "Best Album (Critics' Award)", "Best Music Director (Critics' Award)", "Best Album (Listeners' Choice Award)"
  - 2020: "Best Music Composer (Critics' Award)", "Best Song of the Year (Critics' Award)"
- Screen Awards
  - 2013: "Best Background Music", "Best Music Director"
  - 2014: "Best Music"
  - 2017: "Best Music Director"
  - 2018: "Best Music Director", "Best Background Music"
- Zee Cine Awards
  - 2013: "Best Music Director (Popular Award)"
  - 2014: "Best Background Score (Technical Award)"